# ألفا غو

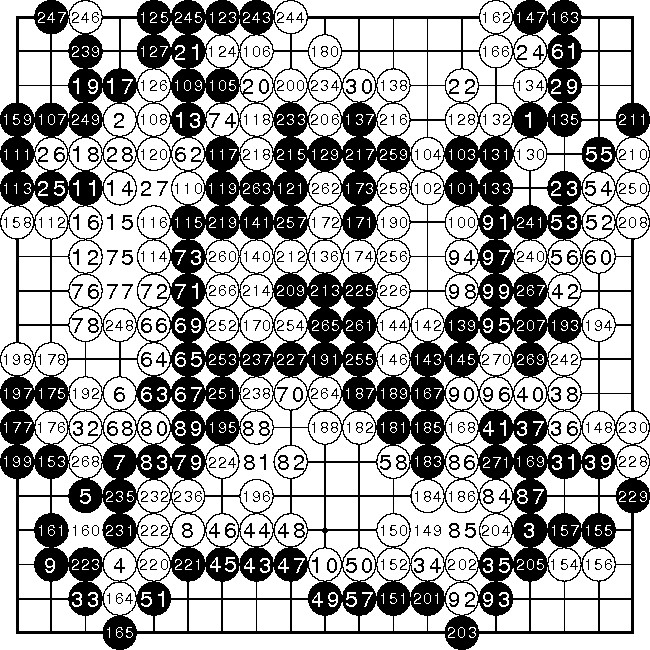

ألفاغو هي برمجية في كمبيوتر غو طُورت من قِبل جوجل ديب مايند في أكتوبر من العام 2015 وأًصبحت أول برمجية تهزم لاعب بشري محترف في لعبة الغو.

## التاريخ
يعتبر الفوز بلعبة غو بالنسبة للكمبيوتر أصعب بكثير مقارنة مع غيرها من الألعاب مثل الشطرنج ويرجع السبب لعدد الاحتمالات الكبيرة التي جعلت من أساليب الذكاء الصناعي القديمة غير مجدية، بعد ما هزم حاسوب شركة آي بي إم المسمى ديب بلو بطل العالم غاري كاسباروف في لعبة الشطرنج عام 1997 أخذ الأمر قرابة العشرين عامًا للبرمجيات المستخدمة تقنيات الذكاء الاصطناعي للفوز على لاعبي لعبة غو.